# Myrsíni Zorbá
Myrsíni Zorbá (en grec moderne : Μυρσίνη Ζορμπά), (Athènes 7 février 1949 - Athènes 20 avril 2023)est une femme politique grecque.

## Biographie
Zorbá est élue au Parlement européen du 13 avril 2000 au 19 juillet 2004.
Elle est nommée le 29 août 2018 ministre de la Culture et des Sports par Aléxis Tsípras. Dans la foulée, et profitant de la fraîcheur de sa nomination, son nom est utilisé par le journaliste Tommasso Debenedetti sur le réseau social Twitter pour propager la fausse nouvelle de la mort du réalisateur grec Costa-Gavras.